# Haanja
Haanja (setucky Haani, německy dříve Hahnhof) je vesnice v estonském kraji Võrumaa, samosprávně patřící do obce Rõuge.

## Základní údaje
Vesnice se nachází 16 km jižně od Võru u silnice spojující Võru s Kuurou v centrální oblasti Haanijské vysočiny, a má přibližně dvě stě obyvatel. Poloha vesnice ji činí turistickým východiskem k horám Suur Munamägi a Vällamägi, dvěma nejvyšším vrcholům Estonska, a k jezerům Vaskna järv a Tuuljärv.

## Dějiny
První zmínka o vesnici pochází z roku 1561, kdy je jmenována v ruských pramenech jako Gani. Roku 1638 je ve vesnici založen panský statek Hahnhof, jako estonské jméno vesnice se objevuje Haniküla. Statek byl újezdním statkem panského statku v Rõuge, avšak i tak se díky němu vesnice stala lokálním centrem, a po zavedení občanské samosprávy během 19. století též administrativním centrem obce zahrnující též okolní vesnice.

## Turistické zajímavosti

### Přírodní památky

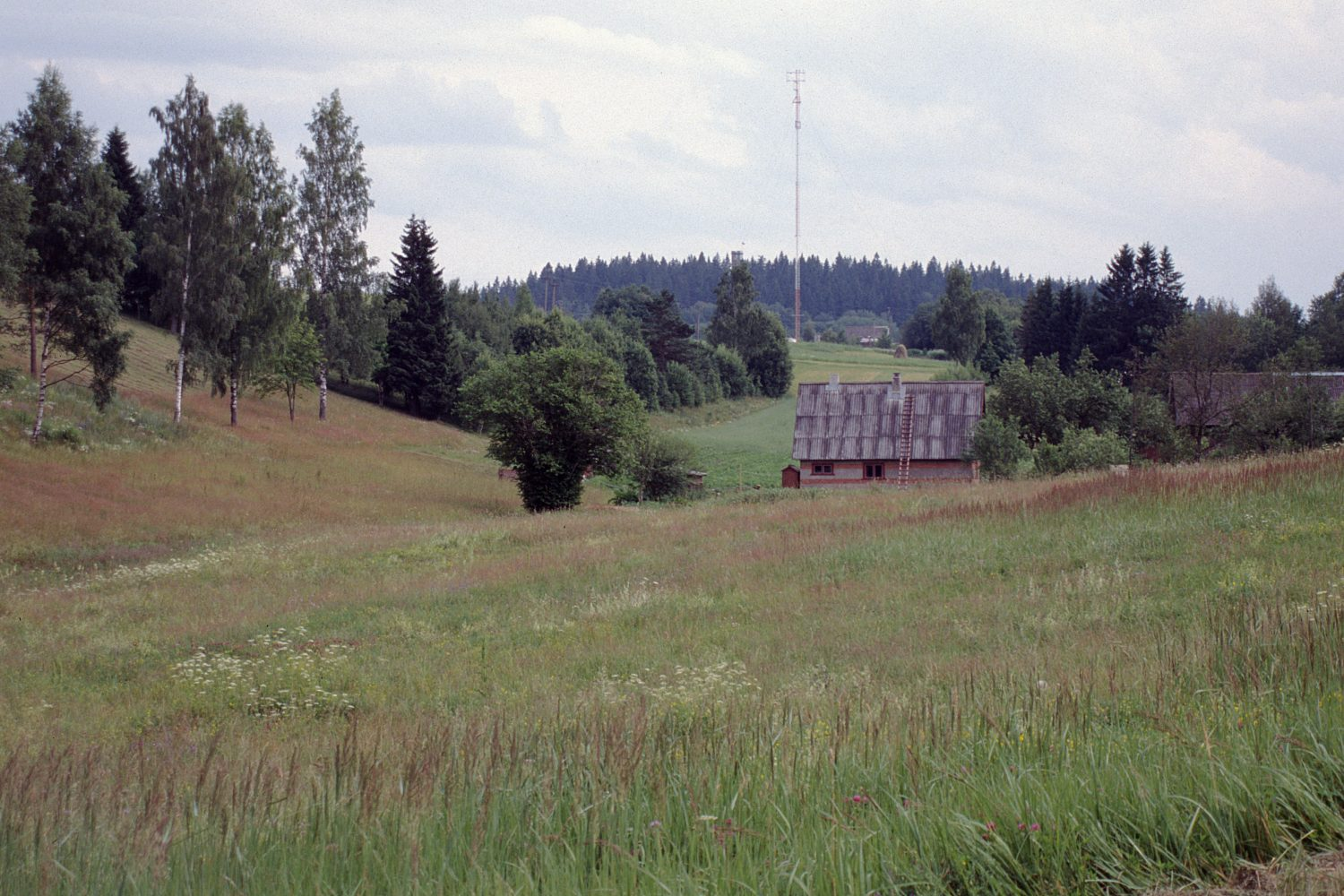
Suur Munamägi

Necelý kilometr jihovýchodně od středu vesnice se zvedá vrchol Suur Munamägi, nejvyšší estonské hory, která přitahuje návštěvníky rovněž rozhlednou. Vesnice je bezprostředně obklopena též několika dalšími vrcholy (Luku mägi, Haragamägi, Kivestmägi, Rohtõsuu mägi, Iisraelimägi, Mustikmägi, Papisöödü mägi a Tuhkrimägi). Necelé tři kilometry severně se nachází druhá nejvyšší hora Estonska, Vällamägi.
Turisty vyhledávána jsou též početná jezera v okolí vesnice, především největší Vaskna järv, nacházející se na jihovýchodním úpatí Suur Munamägi, a o něco jižněji ležící Tuuljärv, které je nejvýše položeným jezerem v Estonsku. O Vaskenském jezeře místní pověst vypráví, že vzniklo ze stopy Kalevipoegovy, kterou zalila voda z okolních pramenů.
Haanja se nachází uprostřed Přírodního parku Haanja (Haanja Looduspark), do něhož spadá celé území vesnice. Velká část území patří do Chráněné krajinné oblasti Haanja (Haanja Maastikukaitseala), z hlediska ochrany přírody zvlášť cenná území okolo vrcholu Suur Munamägi, okolo Vaskenského jezera a okolo jezera Tuhkrijärv jsou vyhlášena za pásma zvláštní ochrany.

### Kulturní památky

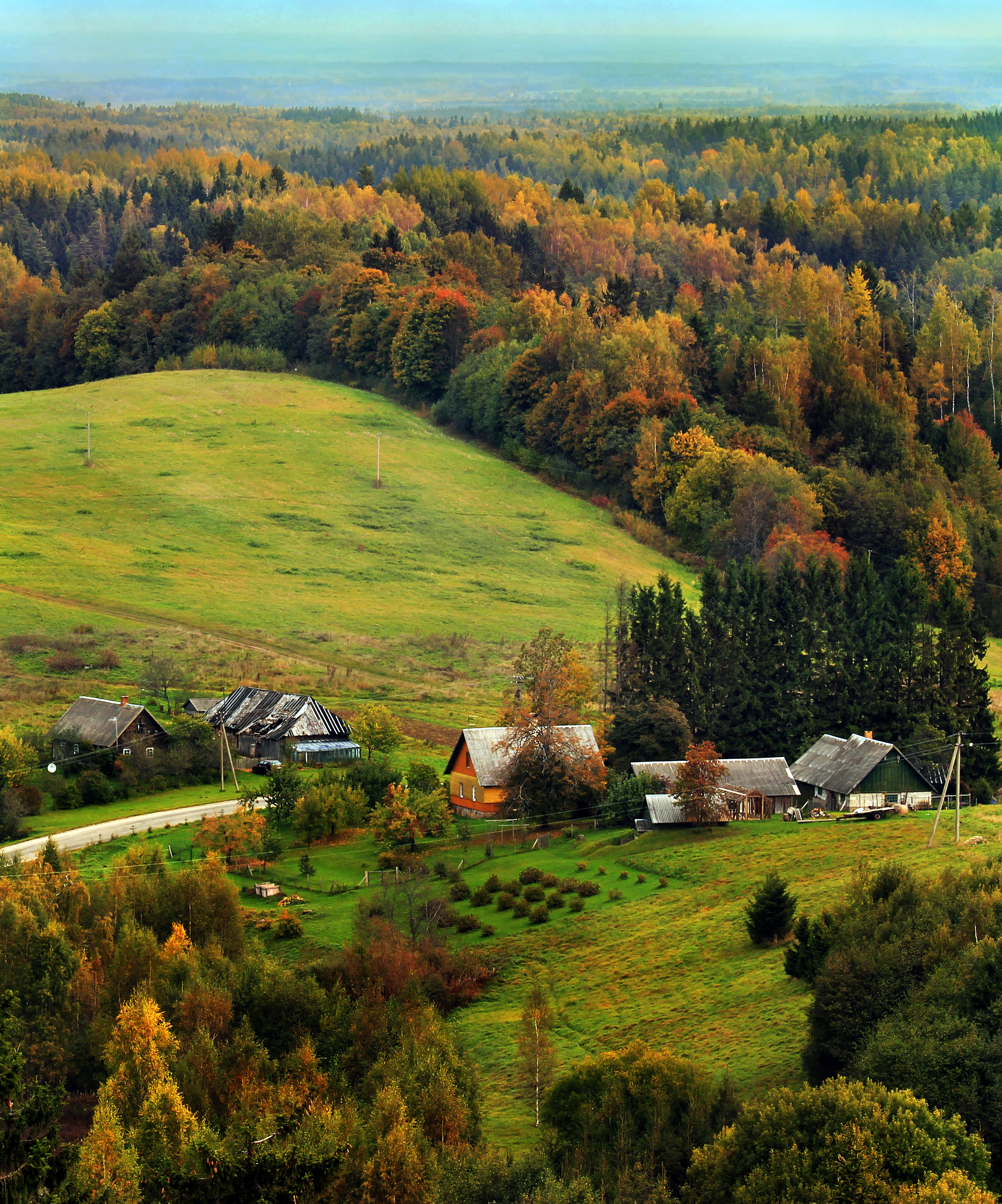

U silnice na úpatí Suur Munamägi se nachází pomník padlým v bitvě o Munamägi 20. března 1919. Pomník byl vybudován v roce 1932, v roce 1941 ovšem zničen sovětskými okupanty. Po obsazení Estonska hitlerovským Německem a ústupu sovětských vojsk místní obyvatelé roku 1942 pomník obnovili, ale roku 1944 byl opět zničen vracejícími se sověty. Teprve roku 1988 se situace v okupovaném Estonsku uvolnila natolik, že bylo možné pomník obnovit.
Významnou stavbou vesnice je kulturní dům (rahvamaja), který byl postaven roku 1937 jako určitý precedens. Představitelé obce tehdy požádali o podporu na vybudování kulturního domu a zároveň turistického centra přímo v kanceláři estonského prezidenta Konstantina Pätse, a obdrželi finanční podporu ve výši dvou třetin projektového rozpočtu. Budova, která obsahovala sál s jevištěm, knihovnu, pět pokojů pro ubytování turistů, služební byt obecního strážníka a obchod, znamenala významnou vzpruhu pro obecní hospodaření i společenský život, a projekt se stal okamžitě vzorem několika dalším obcím, kterým se v následujících letech podařilo otevřít kulturní domy se státní podporou.
Budova kulturního domu byla rekonstruována v prvních letech 21. století. Z původního využití místností zůstal zachován sál a obecní knihovna, v prostorách bývalé ubytovny a služebního bytu se scházejí místní spolky a zájmová sdružení. Pamětní deska zmiňující prezidenta Pätse byla sovětskou mocí roku 1940 odstraněna, ale 1998 obnovena.
Na svahu Suur Munamägi přibližně 50 m jižně od rozhledny se nachází 1,3 m vysoký a 3 m dlouhý bludný balvan zvaný "Kunderův kámen" (Kunderi kivi), nazvaný podle básníka Juhana Kundera, který u něho prý sedával.
Ve vesnici se nalézá též hromadný hrob padlých ve 2. světové válce.